# Jessica Warboys
Jessica Warboys (* 1977 in Newport) ist eine britische Malerin, Bildhauerin, Performance- und Videokünstlerin.

## Leben und Werk
Jessica Warboys studierte von 1998 bis 2001 am Falmouth College of Arts in Cornwall und von 2002 bis 2004 an der Slade School of Fine Art in London. Sie schloss ihr Studium der Bildhauerei mit dem Master of Fine Art ab.
Das Meer und die Landschaft sind wiederholt Ausgangspunkt für die Malereien von Warboys. Das Gemälde Sea Painting, Zennor (2015), aus der Serie Sea Painting wurde von ihr direkt an der Küste von Zennor in der Nähe von St. Ives angefertigt. Ein weiteres Bild aus dieser Serie ist La Cavea (2010).
Les Arènes de Lutèce (2010), Pageant Roll Thunderclap (2012), Ab Ovo (1) (2013), Ab Ovo (2) (2013) und Hill of Dreams (2016) sind Videofilme von Jessica Warboys.

## Ausstellungen (Auswahl)

### Einzelausstellungen
- 2012: Tails, Bielefelder Kunstverein, kuratiert von Thomas Thiel, Bielefeld
- 2013: Artists’ Film International: Jessica Warboys, Whitechapel Art Gallery, London
- 2014: Boudica, Outpost, kuratiert von Adam Pugh, Oslo
- 2015: Films & Performance, Prospectif Cinéma, Centre Georges-Pompidou, Paris
- 2016: Neap Tide, Schaufenster am Hofgarten, kuratiert von Matthew Post, Kunstverein München
- 2017: The Studio and The Sea, Tate St Ives

### Gruppenausstellungen
- 2012: dOCUMENTA (13), Kassel
- 2013: The Objects, Glasgow Sculpture Studios, kuratiert von Kyla McDonald, Glasgow, Schottland